# 沃爾奇諾湖
57°45′41″N 34°54′32″E / 57.76139°N 34.90889°E
沃爾奇諾湖（俄语：Волчино），是俄羅斯的湖泊，位於該國西部特維爾州，長10.2公里、寬1.35公里，面積5.36平方公里，海拔高度158米，湖岸線長度31公里，平均水深4.1米，最大水深14.1米，集水區面積379平方公里。